# Ulric Guttinguer

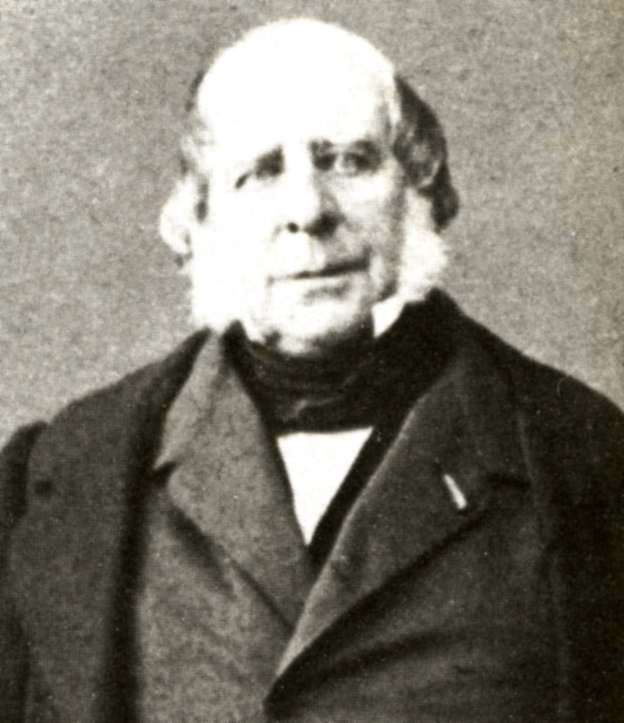
Ulric Guttinguer

Ulric Guttinguer (* 31. Januar 1785 in Rouen; † 21. September 1866) war ein französischer Schriftsteller.

## Leben
Ulric Guttinguer (spr. güttenggähr) war einer der ersten älteren Dichter, welche offen zur Partei der Romantiker übertraten; er war Mitredakteur von La Muse française. Sein bestes Werk sind die Mélanges poétiques (1824), welche trotz der romantischen Abhängigkeit Guttinguers von seinem Lehrer und Freund Charles Millevoye bezeugen. Außer anderen lyrischen Dichtungen und Journalartikeln existieren auch mehrere Romane von ihm.
Guttinguer war Präsident der Académie de Rouen.